# クセルクセス2世
クセルクセス2世（古代ペルシア語：Xšaya-arša、クシャヤールシャ、英：Xerxes II、? - 紀元前424年、在位：紀元前424年）はアケメネス朝ペルシア王である。
クセルクセス2世は先代の王アルタクセルクセス1世の子である。しかし、彼は即位後、わずか2ヶ月（もしくは45日）で暗殺された。犯人は異母弟ソグディアノスとされる。
ソグディアノスはクセルクセスおよびソグディアノスの異母兄弟ダレイオス2世によって滅ぼされ、次の王位にはダレイオスが登った。